# Dom, kotoryj postroil Svift
Dom, kotoryj postroil Svift (russisk: Дом, который построил Свифт, da.: Huset, som Swift byggede) er en sovjetisk spillefilm fra 1982 instrueret af Mark Zakharov.

## Medvirkende
- Oleg Jankovskij - Jonathan Swift
- Aleksandr Abdulov - Richard Simpson
- Vladimir Belousov - Patrick
- Jevgenij Leonov - Glum
- Marina Ignatova - Vanessa